# Francis N. McCrea
Pour l’article homonyme, voir McCrea.
Francis N. McCrea (14 janvier 1852-30 octobre 1926) est un marchand et homme politique fédéral du Québec.

## Biographie
Né à Durham-Sud au Canada-Est (aujourd'hui dans le Centre-du-Québec),il entama sa carrière politique en devenant maire Durham pendant une dizaine d'années. Élu député du Parti libéral du Canada dans la circonscription de Ville de Sherbrooke en 1911, il fut réélu en 1917 et en 1921. Il ne se représenta pas en 1925.